# Шон Пъртуи
Шон Пъртуи (на английски: Sean Pertwee) (роден на 4 юни 1964 г.) е английски актьор. Играе ролята на Алфред Пениуърт в сериала „Готъм“.

## Личен живот
На 12 юни 1999 г. се жени за Джаки Хамилтън-Смит. В края на 2001 г. тя ражда близнаци – Алфред и Гилбърт. Те са родени преждевременно и Гилбърт умира през април 2002 г.